# Lijst van rijksmonumenten in Aa en Hunze

De gemeente Aa en Hunze

De gemeente Aa en Hunze telt 110 inschrijvingen in het rijksmonumentenregister. Hieronder een overzicht. Voor een overzicht van beschikbare afbeeldingen zie de categorie Rijksmonumenten in Aa en Hunze op Wikimedia Commons.

## Anderen
De plaats Anderen telt 5 inschrijvingen in het rijksmonumentenregister.
| Object                                                                     | Oorspronkelijke functie? | Bouwjaar | Architect | Locatie        | Coördinaten?                 | Nr.?   | Afbeelding                                                                 |
| -------------------------------------------------------------------------- | ------------------------ | --- | --------- | -------------- | ---------------------------- | ------ | -------------------------------------------------------------------------- |
| Boerderij met achterbaander onder rieten schilddak met wolfseind           | Boerderij                | mog. late 17e eeuw (kern) 1785 (voorhuis) 1854 (verb. voorhuis) 1885 (verb. voorhuis)                           |           | Hagenend 2     | 53° 0' 4" NB, 6° 41' 13" OL  | 46508  | Meer afbeeldingen                                                          |
| Boerderij met achterbaander en aangebouwde schaapskooi                     | Boerderij                | 14e eeuw (deel van het gebint) 16e eeuw (ander deel van het gebint) 18e eeuw (voorhuis) en 19e eeuw (boerderij) |           | Hagenend 3     | 53° 0' 5" NB, 6° 41' 14" OL  | 46510  | Meer afbeeldingen                                                          |
| Boerderij met achterbaander en aangebouwde schaapskooi                     | Boerderij                | 1846 |           | Veenvoort 3    | 53° 0' 1" NB, 6° 40' 57" OL  | 46511  | Meer afbeeldingen                                                          |
| Boerderij met woonhuis dat oorspronkelijk als "zuivelfabriek" werd gebouwd | Industrie                | 1898 (woonhuis) ca. 1915 (schuurdeel) 1950 tweede schuurdeel) 1966 (verb.)                                      |           | Nijend 6       | 52° 59' 57" NB, 6° 41' 7" OL | 510976 | Boerderij met woonhuis dat oorspronkelijk als "zuivelfabriek" werd gebouwd |
| Aangebouwde schaapskooi                                                    | Boerderij                | 1750-1800 |           | bij Hagenend 2 | 53° 0' 4" NB, 6° 41' 13" OL  | 526339 | Aangebouwde schaapskooi                                                    |

## Anloo
De plaats Anloo telt 21 inschrijvingen in het rijksmonumentenregister. Zie de Lijst van rijksmonumenten in Anloo voor een overzicht.

## Annen
De plaats Annen telt 1 inschrijving in het rijksmonumentenregister.
| Object                 | Oorspronkelijke functie? | Bouwjaar                 | Architect | Locatie        | Coördinaten?                 | Nr.?  | Afbeelding        |
| ---------------------- | ------------------------ | ------------------------ | --------- | -------------- | ---------------------------- | ----- | ----------------- |
| Terrein met hunebed D9 | Archeologisch monument   | Neolithicum 1952 (rest.) |           | Zuidlaarderweg | 53° 3' 41" NB, 6° 42' 56" OL | 45011 | Meer afbeeldingen |

## Annerveenschekanaal
De plaats Annerveenschekanaal telt 4 inschrijvingen in het rijksmonumentenregister.
| Object                                     | Oorspronkelijke functie?  | Bouwjaar                           | Architect       | Locatie           | Coördinaten?                 | Nr.?   | Afbeelding                                 |
| ------------------------------------------ | ------------------------- | ---------------------------------- | --------------- | ----------------- | ---------------------------- | ------ | ------------------------------------------ |
| Hervormde kerk met aangebouwde pastorie    | Kerk en kerkonderdeel     | 1835 1860 (toren) 1982-'83 (rest.) |                 | Greveling 117-119 | 53° 4' 37" NB, 6° 48' 13" OL | 8155   | Meer afbeeldingen                          |
| Grevijlinkhuis                             | Woonhuis                  | 1785 ca. 1990 (uitbr.)             |                 | Ellentshoek 2     | 53° 5' 7" NB, 6° 47' 23" OL  | 8156   | Meer afbeeldingen                          |
| Boerderij in neo-barokstijl met tuinaanleg | Boerderij                 | ca. 1905                           |                 | Greveling 16      | 53° 4' 53" NB, 6° 47' 41" OL | 510978 | Boerderij in neo-barokstijl met tuinaanleg |
| Annerzathe                                 | Sociale zorg, liefdadigh. | 1878 1991 (rest.)                  | H. Stove (1991) | Greveling 195     | 53° 4' 21" NB, 6° 48' 39" OL | 510979 | Meer afbeeldingen                          |

## Balloo
De plaats Balloo telt 1 inschrijving in het rijksmonumentenregister.
| Object                  | Oorspronkelijke functie? | Bouwjaar                         | Architect | Locatie        | Coördinaten?               | Nr.?   | Afbeelding        |
| ----------------------- | ------------------------ | -------------------------------- | --------- | -------------- | -------------------------- | ------ | ----------------- |
| Terrein met hunebed D16 | Archeologisch monument   | Neolithicum 1952 en 1954 (rest.) |           | Lienstukkenweg | 53° 0' 3" NB, 6° 37' 8" OL | 464140 | Meer afbeeldingen |

## Bareveld
De plaats Bareveld telt 1 inschrijving in het rijksmonumentenregister, dit Rijksmonument ligt in het Groningse deel van Bareveld en valt dus onder de gemeente Veendam. Zie de Lijst van rijksmonumenten in Bareveld voor een overzicht.

## Bonnerveen
De plaats Bonnerveen telt 1 inschrijving in het rijksmonumentenregister.
| Object                                                                                               | Oorspronkelijke functie? | Bouwjaar | Architect | Locatie       | Coördinaten?                 | Nr.?   | Afbeelding                                                                                           |
| --- | ------------------------ | -------- | --------- | ------------- | ---------------------------- | ------ | --- |
| Krimpenboerderij met onderkelderd woonhuis onder met riet en Friese pannen gedekt afgewolfd zadeldak | Boerderij                | ca. 1900 |           | Bonnerveen 52 | 53° 0' 53" NB, 6° 49' 55" OL | 510857 | Krimpenboerderij met onderkelderd woonhuis onder met riet en Friese pannen gedekt afgewolfd zadeldak |

## Deurze
De plaats Deurze telt 1 inschrijving in het rijksmonumentenregister.
| Object                                                                      | Oorspronkelijke functie? | Bouwjaar                 | Architect | Locatie   | Coördinaten?                 | Nr.?  | Afbeelding        |
| --------------------------------------------------------------------------- | ------------------------ | ------------------------ | --------- | --------- | ---------------------------- | ----- | ----------------- |
| Voorm. boerderij met zij- en achterbaander onder afgewolfd rieten schilddak | Boerderij                | in aanleg mog. 18e-eeuws |           | Deurze 10 | 52° 59' 6" NB, 6° 36' 32" OL | 46830 | Meer afbeeldingen |

## Eext
De plaats Eext telt 15 inschrijvingen in het rijksmonumentenregister. Zie de Lijst van rijksmonumenten in Eext voor een overzicht.

## Eexterveenschekanaal
De plaats Eexterveenschekanaal telt 8 inschrijvingen in het rijksmonumentenregister.
| Object                                  | Oorspronkelijke functie? | Bouwjaar | Architect | Locatie                 | Coördinaten?                 | Nr.?   | Afbeelding                                                    |
| --------------------------------------- | ------------------------ | -------- | --------- | ----------------------- | ---------------------------- | ------ | ------------------------------------------------------------- |
| draaibrug                               | Brug                     | 1891     |           | bij Semsstraat 2        | 53° 3' 43" NB, 6° 49' 35" OL | 510981 | draaibrug                                                     |
| brugwachterswoning                      | Bedieningsgebouw         | ca. 1880 |           | Semsstraat 2            | 53° 4' 11" NB, 6° 48' 48" OL | 510982 | brugwachterswoning                                            |
| brugwachterswoning                      | Bedieningsgebouw         | ca. 1880 |           | Semsstraat 4            | 53° 3' 56" NB, 6° 49' 12" OL | 510983 | brugwachterswoning                                            |
| draaibrug                               | Brug                     | 1892     |           | bij Semsstraat 4        | 53° 3' 43" NB, 6° 49' 35" OL | 510985 | draaibrug                                                     |
| brugwachterswoning                      | Bedieningsgebouw         | ca. 1880 |           | Semsstraat 24           | 53° 3' 44" NB, 6° 49' 32" OL | 510986 | brugwachterswoning                                            |
| Voorm. marechausseekazerne              | Militair verblijfsgebouw | 1910     |           | Semsstraat 147-151      | 53° 3' 13" NB, 6° 50' 25" OL | 510990 | Marechausseekazerne 1 Voorm. marechausseekazerne              |
| Voorm. marechausseekazerne, paardenstal | Bijgebouwen              | 1910     |           | bij Semsstraat 147-151  | 53° 3' 13" NB, 6° 50' 27" OL | 510991 | Marechausseekazerne 2 Voorm. marechausseekazerne, paardenstal |
| schutsluis                              | Waterkering en -doorlaat | 1895     |           | Semsstraat tegenover 17 | 53° 3' 57" NB, 6° 49' 13" OL | 510984 | Meer afbeeldingen                                             |

## Gasselte
De plaats Gasselte telt 5 inschrijvingen in het rijksmonumentenregister.
| Object                                             | Oorspronkelijke functie?  | Bouwjaar | Architect          | Locatie           | Coördinaten?                  | Nr.?   | Afbeelding        |
| -------------------------------------------------- | ------------------------- | --- | ------------------ | ----------------- | ----------------------------- | ------ | ----------------- |
| Hervormde kerk (Onze-Lieve-Vrouwekerk)             | Kerk en kerkonderdeel     | oorspr. mog. 1250-1300 verb./herst. in ca. 1450, 1637 en 1647 1787 (dakruiter, verb.) verb./herst. in 1803, 1851 en 1957 1963 (rest.) | A. Meursing (1787) | Dorpsstraat 5     | 52° 58' 20" NB, 6° 47' 17" OL | 15942  | Meer afbeeldingen |
| Hallenhuisboerderij met wapensteen                 | Boerderij                 | ca. 1850 |                    | Grotenend 11      | 52° 58' 41" NB, 6° 47' 51" OL | 15943  | Meer afbeeldingen |
| Boerderij                                          | Boerderij                 | 1831 |                    | Kerkstraat 2      | 52° 58' 18" NB, 6° 47' 13" OL | 15944  | Meer afbeeldingen |
| Hervormde pastorie en tuinbeelden (De Weem)        | Kerkelijke dienstwoning   | late 18e eeuw (tuinbeelden) 1844 (pastorie)                                                                                           |                    | Lutkenend 2       | 52° 58' 20" NB, 6° 47' 13" OL | 15945  | Meer afbeeldingen |
| Hervormde kerk, kerkhof met grafmonumenten en muur | Begraafplaats en -onderdl | mog. 800 (kerkhof) 1825-1850 (oudste grafmonumenten)                                                                                  |                    | bij Dorpsstraat 5 | 52° 58' 20" NB, 6° 47' 18" OL | 524296 | Meer afbeeldingen |

## Gasselterboerveen
De plaats Gasselterboerveen telt 1 inschrijving in het rijksmonumentenregister.
| Object                      | Oorspronkelijke functie? | Bouwjaar | Architect | Locatie              | Coördinaten?                 | Nr.?  | Afbeelding        |
| --------------------------- | ------------------------ | -------- | --------- | -------------------- | ---------------------------- | ----- | ----------------- |
| Boerderij met achterbaander | Boerderij                | ca. 1880 |           | Gasselterboerveen 32 | 53° 0' 16" NB, 6° 50' 29" OL | 46614 | Meer afbeeldingen |

## Gasselternijveen
De plaats Gasselternijveen telt 7 inschrijvingen in het rijksmonumentenregister.
| Object                                                    | Oorspronkelijke functie?  | Bouwjaar                                          | Architect                                         | Locatie           | Coördinaten?                  | Nr.?   | Afbeelding                                                |
| --------------------------------------------------------- | ------------------------- | ------------------------------------------------- | ------------------------------------------------- | ----------------- | ----------------------------- | ------ | --------------------------------------------------------- |
| De Juffer                                                 | Industrie- en poldermolen | 1971                                              | A.J. de Koning                                    | Hunzelaan 1a      | 52° 59' 9" NB, 6° 50' 14" OL  | 46615  | Meer afbeeldingen                                         |
| Schipperswoning                                           | Dienstwoning              | 1801 (aanbouw jonger)                             |                                                   | Hoofdstraat 77-79 | 52° 59' 8" NB, 6° 50' 45" OL  | 508688 | Meer afbeeldingen                                         |
| Krimpenboerderij onder met riet en pannen gedekt wolfsdak | Boerderij                 | ca. 1880 1990 (verb.)                             |                                                   | Hoofdstraat 91    | 52° 59' 12" NB, 6° 50' 43" OL | 508689 | Krimpenboerderij onder met riet en pannen gedekt wolfsdak |
| Voorm. catechisatielokaal                                 | Kerk en kerkonderdeel     | 1927 1963 (uitbr.) 1981 (uitbr.) 1993 (verb.)     |                                                   | Vaart 3           | 52° 59' 11" NB, 6° 50' 48" OL | 508690 | Catechisatielokaal Voorm. catechisatielokaal              |
| Hervormde kerk                                            | Kerk en kerkonderdeel     | 1858-'59 1953 (verb. interieur) 1982 (rest.)      |                                                   | Vaart 5           | 52° 59' 12" NB, 6° 50' 49" OL | 508691 | Meer afbeeldingen                                         |
| Voorm. gemeentehuis                                       | Bestuursgebouw en onderdl | 1890-'91 1918 (uitbr.) 1975 (verb.) 1993 (uitbr.) | G. Stel H. de Vries (1918) J.J. Sterenberg (1975) | Vaart 9           | 52° 59' 12" NB, 6° 50' 52" OL | 508692 | Meer afbeeldingen                                         |
| Schipperswoning                                           | Woonhuis                  | ca. 1850                                          |                                                   | Vaart 23          | 52° 59' 13" NB, 6° 50' 57" OL | 508693 | Schipperswoning                                           |

## Gasteren
De plaats Gasteren telt 5 inschrijvingen in het rijksmonumentenregister.
| Object                         | Oorspronkelijke functie? | Bouwjaar                                        | Architect | Locatie                  | Coördinaten?                 | Nr.?  | Afbeelding                   |
| ------------------------------ | ------------------------ | ----------------------------------------------- | --------- | ------------------------ | ---------------------------- | ----- | ---------------------------- |
| Terrein met grafheuvel         | Archeologisch monument   | Neolithicum en/of Bronstijd                     |           | Schipborgerweg           | 53° 2' 49" NB, 6° 39' 33" OL | 45014 | Upload foto                  |
| Terrein met hunebed D10        | Archeologisch monument   | Neolithicum gerest. in 1869, 1878, 1952 en 1996 |           | Schipborgerweg           | 53° 2' 33" NB, 6° 39' 32" OL | 45015 | Meer afbeeldingen            |
| Terrein met grafheuvel         | Archeologisch monument   | IJzertijd                                       |           | Oosteinde/Oudemolenseweg | 53° 1' 56" NB, 6° 40' 32" OL | 45016 | Upload foto                  |
| Terrein met drie grafheuvels   | Archeologisch monument   | Neolithicum en/of Bronstijd                     |           | Oudemolensediep          | 53° 3' 5" NB, 6° 39' 2" OL   | 45032 | Terrein met drie grafheuvels |
| Roelof Gerardus Jantiena Hoeve | Boerderij                | 1798                                            |           | Oosteinde 1              | 53° 2' 14" NB, 6° 39' 53" OL | 46514 | Meer afbeeldingen            |

## Gieten
De plaats Gieten telt 14 inschrijvingen in het rijksmonumentenregister. Zie de Lijst van rijksmonumenten in Gieten voor een overzicht.

## Gieterveen
De plaats Gieterveen telt 2 inschrijvingen in het rijksmonumentenregister.
| Object         | Oorspronkelijke functie?  | Bouwjaar                                                                            | Architect                                        | Locatie  | Coördinaten?                 | Nr.?  | Afbeelding        |
| -------------- | ------------------------- | ----------------------------------------------------------------------------------- | ------------------------------------------------ | -------- | ---------------------------- | ----- | ----------------- |
| Hervormde kerk | Kerk en kerkonderdeel     | 1840 ca. 1915 (consistorie)                                                         |                                                  | Broek 7  | 53° 1' 32" NB, 6° 50' 6" OL  | 16131 | Meer afbeeldingen |
| De Eendracht   | Industrie- en poldermolen | 1877 (herb. op huidige locatie) 1904 (herb. na brand) 1958 (rest.) 2005-'07 (rest.) | H. Wiertsema Chr. Bremer (1904) C. Bremer (1958) | Broek 62 | 53° 1' 40" NB, 6° 50' 34" OL | 16132 | Meer afbeeldingen |

## Grolloo
De plaats Grolloo telt 6 inschrijvingen in het rijksmonumentenregister.
| Object                                                 | Oorspronkelijke functie? | Bouwjaar                                       | Architect                                      | Locatie                 | Coördinaten?                 | Nr.?   | Afbeelding        |
| ------------------------------------------------------ | ------------------------ | ---------------------------------------------- | ---------------------------------------------- | ----------------------- | ---------------------------- | ------ | ----------------- |
| Grote Saksische hoeve met schuur en wagenschuur        | Boerderij                | 17e of 18e eeuw 1975 (rest.)                   |                                                | Middenstreek 5          | 52° 56' 5" NB, 6° 40' 15" OL | 32695  | Meer afbeeldingen |
| Grollerholt                                            | Gebouw                   |                                                |                                                | bij Schoonloërstraat 49 | 52° 55' 30" NB, 6° 41' 1" OL | 32696  | Meer afbeeldingen |
| Hervormde kerk                                         | Kerk en kerkonderdeel    | 1853 1975 (rest.)                              | Bureau Monumentenzorg Provincie Drenthe (1975) | Hoofdstraat 19          | 52° 56' 4" NB, 6° 40' 26" OL | 482937 | Meer afbeeldingen |
| Hallenhuisboerderij met middenlangsdeel en schaapskooi | Boerderij                | 18e eeuw ca. 1968 (rest.)                      |                                                | Zuiderstraat 13         | 52° 56' 1" NB, 6° 40' 16" OL | 482938 | Meer afbeeldingen |
| Hallenhuisboerderij met middenlangsdeel                | Boerderij                | 18e eeuw 1850-1900 (uitbr./verb.) 1969 (verb.) |                                                | Zuiderstraat 15         | 52° 56' 2" NB, 6° 40' 13" OL | 482939 | Meer afbeeldingen |
| Hervormde pastorie                                     | Kerkelijke dienstwoning  | 1853 1975 (rest.)                              | Bureau Monumentenzorg Provincie Drenthe (1975) | Hoofdstraat 21          | 52° 56' 4" NB, 6° 40' 26" OL | 482948 | Meer afbeeldingen |

## Nieuw Annerveen
De plaats Nieuw Annerveen telt 1 inschrijving in het rijksmonumentenregister.
| Object                                   | Oorspronkelijke functie? | Bouwjaar               | Architect | Locatie     | Coördinaten?                | Nr.?   | Afbeelding        |
| ---------------------------------------- | ------------------------ | ---------------------- | --------- | ----------- | --------------------------- | ------ | ----------------- |
| Krimpenboerderij met Groninger invloeden | Boerderij                | 1810 1850-1900 (verb.) |           | Hunzeweg 30 | 53° 4' 5" NB, 6° 46' 27" OL | 510987 | Meer afbeeldingen |

## Rolde
De plaats Rolde telt 9 inschrijvingen in het rijksmonumentenregister. Zie de Lijst van rijksmonumenten in Rolde voor een overzicht.

## Schipborg
De plaats Schipborg telt 3 inschrijvingen in het rijksmonumentenregister.
| Object          | Oorspronkelijke functie? | Bouwjaar                  | Architect       | Locatie    | Coördinaten?                 | Nr.?   | Afbeelding             |
| --------------- | ------------------------ | ------------------------- | --------------- | ---------- | ---------------------------- | ------ | ---------------------- |
| De Schipborg    | Boerderij                | 1914-'15 1917 (afwerking) | H.P. Berlage    | Borgweg 66 | 53° 3' 31" NB, 6° 40' 43" OL | 46515  | Meer afbeeldingen      |
| Arbeiderswoning | Sport en recreatie       | 1921 of later             | H. Van de Velde | Borgweg 56 | 53° 3' 46" NB, 6° 40' 40" OL | 510988 | Arbeiderswoning        |
| De Hunneborg    | Sport en recreatie       | 1921 of later             | H. Van de Velde | Borgweg 64 | 53° 3' 41" NB, 6° 40' 48" OL | 510989 | Hunneborg De Hunneborg |

Aa en Hunze ·
Assen ·
Borger-Odoorn ·
Coevorden ·
De Wolden ·
Emmen ·
Hoogeveen ·
Meppel ·
Midden-Drenthe ·
Noordenveld ·
Tynaarlo ·
Westerveld